# Instituto Nacional del Consumo

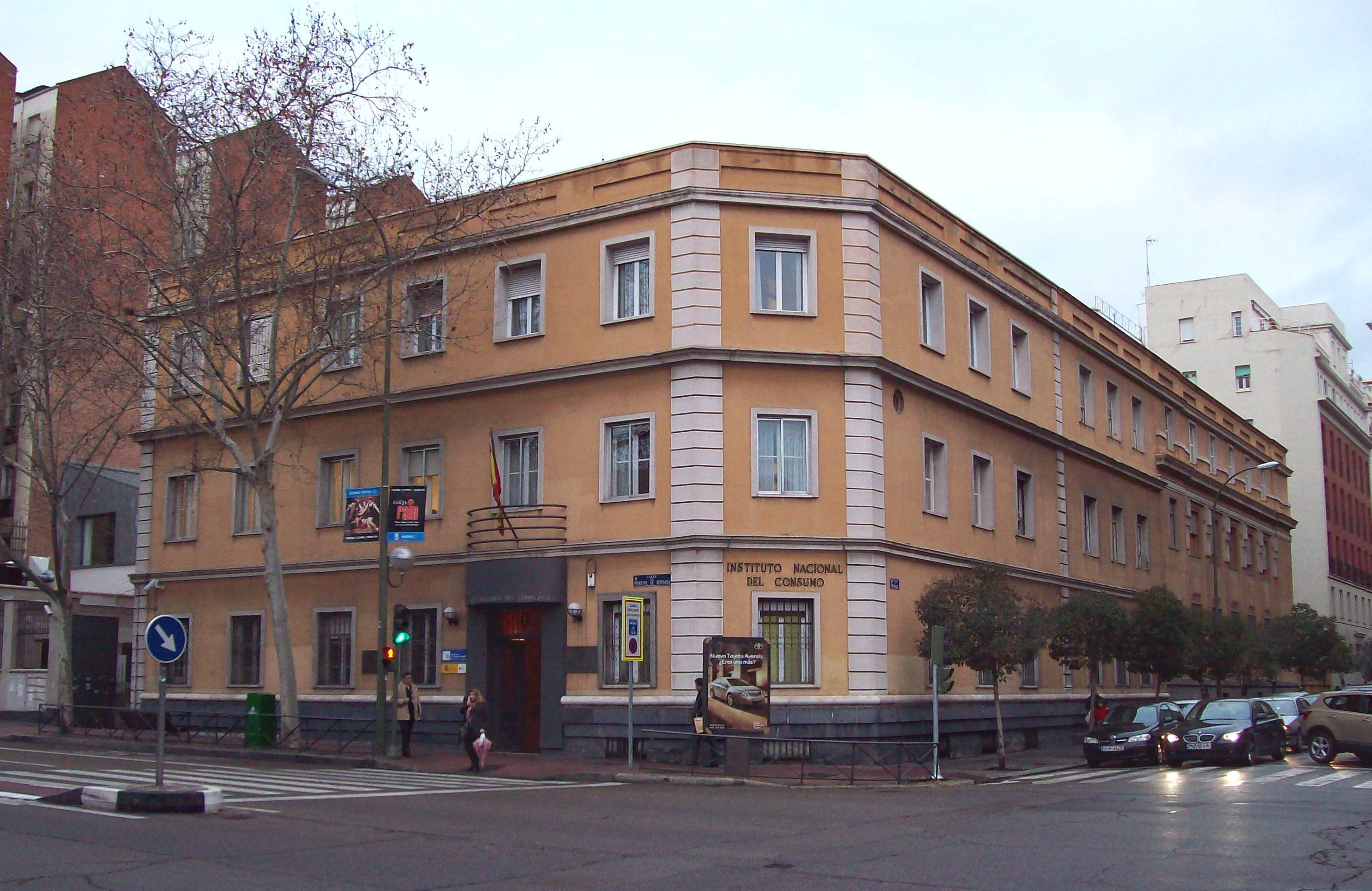
Sede principal del I.N.C., en Madrid.

El Instituto Nacional del Consumo (INC), creado en 1975 y suprimido en 2014, fue un organismo autónomo de España encargado de la defensa de los consumidores y usuarios.

## Normativa
- Ley 26/84 General para la Defensa de los Consumidores y Usuarios
- Real Decreto 1087/2003 de Estructura Orgánica del Ministerio de Sanidad y Consumo.
- Real Decreto 1555/2004 que modifica las funciones del Instituto Nacional del Consumo.
- Real Decreto 19/2014, de 17 de enero, por el que se refunden los organismos autónomos Instituto Nacional del Consumo y Agencia Española de Seguridad Alimentaria y Nutrición en un nuevo organismo autónomo denominado Agencia Española de Consumo, Seguridad Alimentaria y Nutrición y se aprueba su estatuto.

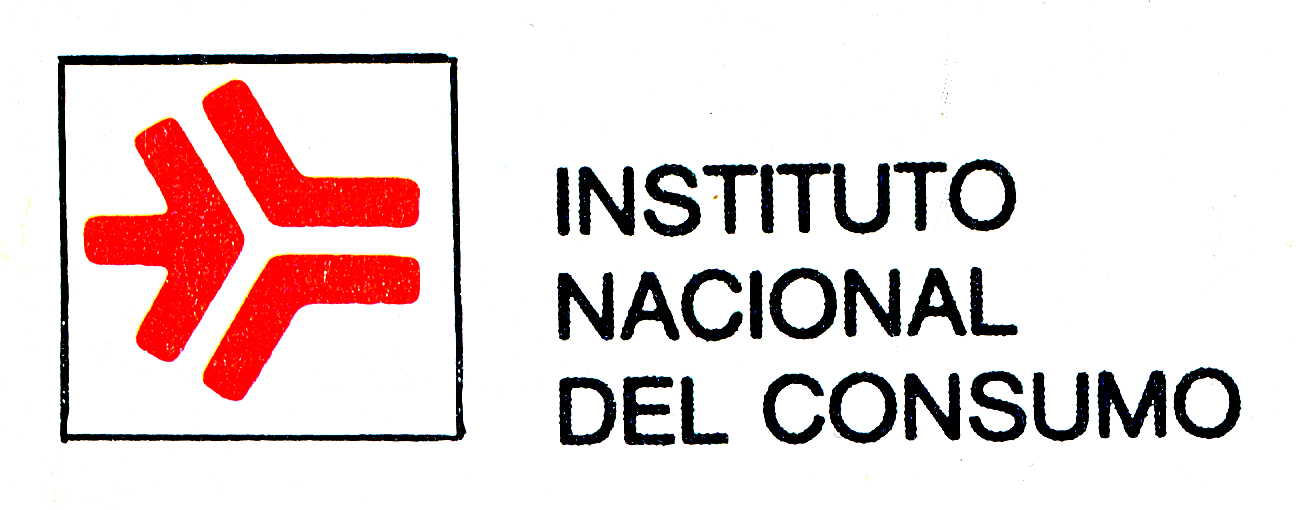
Logotipo del I.N.C.

## Competencias
- Información a los consumidores, y alertas de consumo no alimentarias.
- Gestión en colaboración con las comunidades autónomas del Sistema Arbitral de Consumo, el INC a través de la Junta Arbitral Nacional es la que tramita las reclamaciones que afecten a varias comunidades autónomas.
- Acciones jurídicas para la defensa de los derechos colectivos de consumidores y usuarios a través de la Abogacía del Estado.
- El registro de asociaciones de consumidores y usuarios.
- Los laboratorios del CICC, realizan análisis de los productos de consumo no alimentarios, que en su caso posibilitan la retirada de productos peligrosos y la realización de alertas de consumo. Por Ej.: Juguetes tóxicos (con pinturas o aditivos prohibidos o que se pueden desprender porque los niños se los lleven a la boca) o peligrosos (motos para niños que superen la velocidad máxima permitida).

## Estructura
- Subdirección General de Calidad del Consumo
- Subdirección General de Normativa y Arbitraje
- Centro de Investigación y Control de la Calidad (CICC)